# Золотая булла Римини
Золотая булла Римини (26 марта 1226 года) — разрешение, которое император Священной Римской империи Фридрих II выдал Тевтонскому ордену для свободы действий в Пруссии, куда устремились крестовые походы немецких рыцарей. Он представляет собой первый из серии трех документов, включая Хрущвицкий мирный договор 1230 года и Папскую Золотую буллу Риети 1234 года.
Булла предоставила автономию (фактически независимость) рыцарям Ордена, передав им в собственность все осуществлённые или потенциальные завоевания на землях пруссов. «Золотая булла» императора была подписана в итальянском городе Римини и была скреплена золотой печатью, откуда и получила своё название.

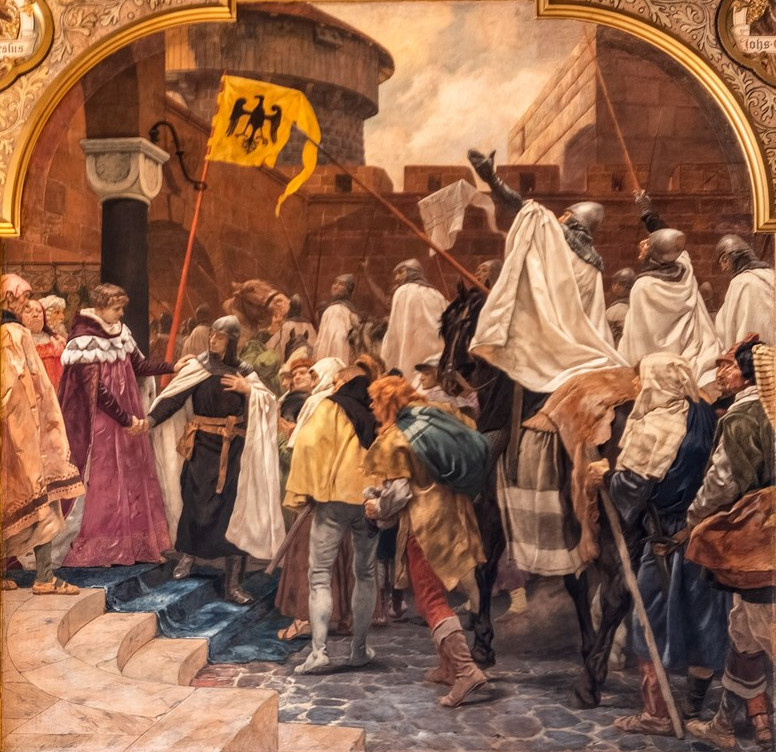
Фридрих II на картине Янсена (XIX века)

Золотая булла была своего рода гарантией дальнейшей свободы действий ордена в Прибалтике, где уже развернул активные действия Орден меченосцев, являясь своеобразной подстраховкой наученному горьким опытом Тевтонскому ордену. Орден однажды уже неосторожно усилился в самом начале XIII века в венгерском Семиградье (Трансильвания), куда немецкие рыцари были приглашены венгерским королём Андрашем II на поселение для защиты страны от набегов половцев и сдерживания влияния валахов. Но немецкие рыцари быстро открыли свои истинные захватнические намерения, обратившись с просьбой о признании своих прав к папе Гонорию III, который незамедлительно объявил колонизованные Орденом территории собственностью Римского престола, фактически контролировавшегося Священной Римской империей. Венгерский король был вне себя от такой дерзости и в 1225 году все рыцари Ордена были изгнаны из страны с последующей конфискацией имущества.
Ситуация в Восточной Пруссии была более благоприятной для действий ордена. В отличие от венгров, относительно малочисленные пруссы ещё не успели образовать своё национальное государство, проживая на территории низкой плотности населения. Близость Германии, а также успешный пример деятельности ордена братьев меча к северу благоприятствовали рыцарям в этом регионе Европы. После изгнания из Венгрии Тевтонский Орден стремился максимально узаконить свою деятельность в регионе, опираясь на помощь и признание Западной Пруссии. В Золотой Булле самым подробным образом определялись детали конституции будущего рыцарского государства, пока представляющего собой небольшой имперский лен, поскольку большая часть прусских земель была ещё не завоёвана.